# Le veau, c'est rigolo
Le veau, c’est rigolo (Fun with Veal en version originale) est le quatrième épisode de la sixième saison de la série animée South Park, ainsi que le 84e épisode de l'émission.

## Résumé
Lors d’une visite dans une ferme de South Park, les enfants apprennent avec frayeur que les veaux sont des bébés vaches. Ils les emmènent chez Stan et ne les lâcheront que quand ils seront sûrs que les veaux n’iront jamais à l’abattoir.